# Alliocera graeca
Alliocera graeca är en tvåvingeart som beskrevs av Saunders 1845. Alliocera graeca ingår i släktet Alliocera och familjen vapenflugor. Inga underarter finns listade i Catalogue of Life.